# Janardag

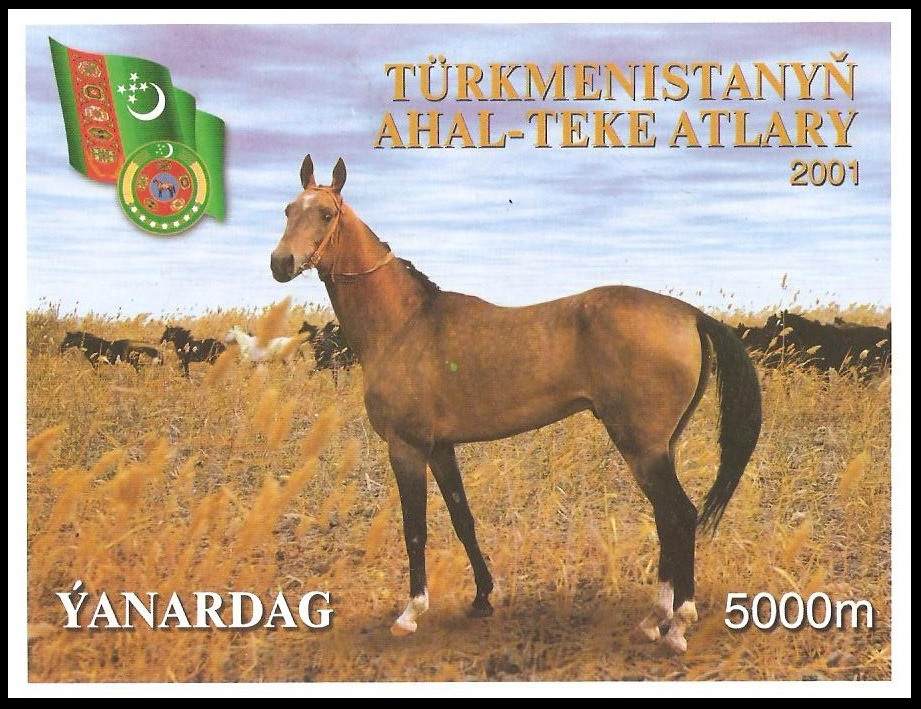
Janardag na znaczku pocztowym

Janardag – koń rasy achałtekińskiej, należący do zmarłego w 2006 r. autorytarnego prezydenta Turkmenistanu – Saparmurata Nijazowa
Koń ten otrzymał imię od jednej z gór Turkmenistanu; oznacza ono ognista góra.
Janardag urodził się wiosną 1991 r. Wielokrotnie zwyciężał w różnych wystawach i zawodach. W 1999 r. został czempionem ogierów hodowlanych rasy achałtekińskiej.
Właściciel konia, turkmeński dyktator Saparmurat Nijazow, zadecydował o umieszczeniu wizerunku Janardaga w godle Turkmenistanu. Jego postać, będąca klasycznym wizerunkiem tej rasy koni, ma uosabiać dumę Turkmenów. Symbolikę tę podkreślać ma fakt, iż Janardag jest „rówieśnikiem” niepodległego Turkmenistanu.
W 2014 roku ukończono i odsłonięto pomnik Janardaga w stolicy Turkmenistanu,  Aszabadzie.